# Jane Eyre (personnage)
Pour les articles homonymes, voir Jane Eyre (homonymie).
Jane Eyre est un personnage de fiction imaginé par la romancière  Charlotte Brontë. Elle est l'héroïne et la protagoniste principale du roman homonyme, une autobiographie fictive parue en 1847.

## Apparence physique
Jane Eyre est dépeinte comme très quelconque et de petite taille. Elle se voit elle-même comme « pauvre, éteinte, laide et petite » (« poor, obscure, plain and little »)(chapitre XXIII). Mr. Rochester fait une fois à Jane un compliment sur ses « yeux et cheveux d'un brun brillant! », mais les yeux de Jane sont en réalité verts, ce qui nous avertit  que pour Mr. Rochester, ses yeux ont changé de couleur. L'auteure répète souvent qu'elle n'était pas très jolie, sauf aux yeux de Rochester.

## Enfance
Les parents de Jane, M. Eyre et Mme Jane Eyre (née Reed), sont décédés peu de temps après sa naissance. Jane est adoptée par son oncle Reed, frère de sa mère. Avant de mourir, il fait promettre à sa femme, Mme Sarah Gibson-Reed, de prendre soin de Jane. Mme Reed n'aime pas Jane et la maltraite, tout en gâtant ses propres enfants, John, Eliza et Georgiana. John Reed est particulièrement horrible avec Jane, frappant souvent sa cousine plus jeune et plus petite, en la traitant d'«animal».
Âgée de dix ans, Jane est envoyée à l'école Lowood - un endroit misérable dirigée par un ecclésiastique sadique, M. Brocklehurst, qui prêche une doctrine religieuse hypocrite. Là, Jane se lie à sa première amie, Helen Burns, qui avertit Jane qu'elle "se soucie trop de l'amour des êtres humains." Les étudiants à Lowood sont surtaxés et sous-alimentés; de plus, leur état sanitaire est mauvais. Beaucoup tombent malades et meurent, c'est ce qui arrive à Helen Burns. Au moment où elle meurt, Hélène explique qu'elle «a la foi, qu'elle va à Dieu», et n'a donc pas peur. Jane a du mal à comprendre cela. «Où est Dieu, qu'est-ce que Dieu?» demande-t-elle. «Il est vrai que Jane agit bien, et exerce une grande force morale, mais c'est la force d'un esprit païen qui possède une loi par elle-même: aucune grâce chrétienne n'est perceptible en elle.» décrète Eliza Rigby, au sujet de «Jane Eyre» pour la Quartely Review en 1847. Charles Burkhart suggère que «l'amour est une religion dans ce roman». Jane passe son enfance à chercher l'amour à Lowood , et ne peut pas le trouver - bien qu'elle soit aimé par une de ses professeures, Mlle Temple.
Jane a passé huit ans à Lowood, six en tant qu'étudiante et deux en tant qu'enseignante.

## Adulte
Quand Jane atteint ses dix-huit ans, son mentor, Miss Temple, se marie et quitte Lowood. Jane décide de passer une annonce pour donner des cours particuliers. Elle est employée par Mme Alice Fairfax de Thornfield Hall. Jane suppose qu'elle enseignera à l'enfant de Mme Fairfax, mais apprend que celle-ci n'est que la gouvernante de Thornfield. Jane donnera des cours à Adèle Varens, pupille et probablement fille illégitime d'Edward Rochester, propriétaire de Thornfield. Mme Fairfax avertit Jane que Rochester est rarement à la maison, et qu'elle le verra peu. Un soir, en traversant la lande dans la brume, Jane est presque heurtée par un cavalier. Soucieux d'éviter Jane, l'homme tombe; Jane l'aide à remonter, car sa cheville est blessée. Quand Jane revient de sa promenade, elle apprend que M. Rochester est rentré chez lui. En fait, Rochester est l'homme qu'elle a rencontré sur la lande. Rochester prétend que Jane est une sorcière, pensant qu'elle a ensorcelé son cheval.
Bientôt Jane et M. Rochester tombent amoureux, et Jane accepte de l'épouser, se proclamant ainsi son égal. Il s'avère cependant que M. Rochester est déjà marié; sa femme Bertha mentalement malade, vit cachée dans le grenier de Thornfield. Affligé et le cœur brisé, Rochester explique à Jane comment il en est venu à cette union. Après que Rochester a quitté le collège, son père organisa une réunion avec une jeune fille appelée Bertha Mason dont la beauté faisait la fierté de Spanish Town. Rochester la fréquenta et, attiré par sa richesse et sa beauté, influencé par la famille Mason, il l'épousa.
Cependant, il n'a pas été informé que la famille Mason porte une folie violente dans ses gènes; la mère et la grand-mère de Bertha, son frère cadet sont enfermés dans un asile avec d'autres membres de la famille. Aux premiers symptômes de l'état de Bertha, son mari l'a enfermée dans le grenier et placée sous la garde de Mme Grace Poole. Cependant Bertha a réussi à s'échapper chaque fois que Mme Poole était ivre et a provoqué des ravages dans la maison. Sur le point d'épouser Jane, Rochester était près de devenir bigame.
Il a été dit que «Jane est déterminée à trouver son bonheur ici sur terre», plutôt que dans le ciel, au contraire d'Helen Burns. Cependant, si Jane aime Rochester, elle a trop d'estime de soi pour être sa maîtresse. Incertaine de son avenir, Jane s'enfuit de Thornfield. Elle voyage quelque temps en diligence, et y laisse accidentellement ses bagages, quand elle en descend. Jane erre quelques jours sur la lande, avant de s'effondrer - affamée, déprimée et malade. Elle est découverte et sauvée par un jeune pasteur, St John Rivers. Il l'emmène chez ses sœurs, Marie et Diane; elles soignent Jane qui recouvre la santé. Elle devient alors professeure pour
les filles des fermiers locaux - sous le pseudonyme de Jane Elliot.
St John Rivers est amoureux d'une dame noble de la région, Rosamund Oliver qui prétend qu'elle ne fera pas  une bonne épouse pour lui. Il découvre plus tard la véritable identité de Jane et lui apprend que son oncle John Eyre (qui résidait à Madère) est mort en lui laissant une fortune de vingt mille livres. On apprend aussi, par St John que John Eyre était le frère de sa mère, ce qui signifie que St John, Mary et Diana Rivers sont les cousins de Jane. Jane s'aperçoit qu'une si grande fortune ne la rendra pas heureuse ; elle décide de la diviser également entre elle, St John, Mary et Diana. St John demande alors à Jane de l'épouser car elle serait une bonne épouse pour un missionnaire. Rivers ne veut pas de passion dans le mariage, mais une femme qui serait une bonne travailleuse. Son ambition de longue date est de devenir missionnaire. Jane, pour ce projet, apprend l'hindustani ; Cependant, alors qu'elle est disposée à partir avec St. John pour l'assister, elle ne l'épousera pas, car elle sait qu'ils ne s'aiment pas, et ne veut pas entrer dans une si malheureuse situation.
Une nuit, cependant, Jane entend la voix de Rochester appelant "Jane, Jane, Jane!" Désespérant de le voir, Jane se précipite vers Thornfield pour constater que la demeure a brûlé. Il s'avère que Bertha, quelques nuits après la disparition de Jane, y a mis le feu, avant de sauter du toit et de mourir. Rochester tenta de la sauver, mais ne put l'empêcher de sauter. Il a été gravement heurté par une poutre tombante, et il est tombé dans le feu. Il est devenu aveugle et a perdu sa main gauche. Jane se rend à Ferndean, l'autre maison de Rochester, où il séjourne «désespéré et rêveur». Rochester et Jane se marient. À la fin de l'histoire, Rochester commence à recouvrer une partie de la vue, et quand leur premier fils naît, Rochester peut le voir.

## Charlotte versus Jane
Il a été dit que « Charlotte Brontë peut avoir créé le personnage de Jane Eyre comme un moyen de composer avec des éléments de sa propre vie. » Selon toutes les sources, la vie de Charlotte Brontë était difficile. L'école de Jane, Lowood, est dite basée sur l'école des filles de membres du clergé de Cowan Bridge, où deux des sœurs Brontë, Maria et Elizabeth, sont mortes.
Brontë a déclaré « je vais vous montrer une héroïne aussi simple et aussi petite que moi », en créant Jane Eyre. 
À l'âge de vingt ans, Charlotte Brontë fait part à Robert Southey de ses réflexions sur l'écriture : « La littérature ne peut pas être l'affaire de la vie d'une femme, et elle ne devrait pas l'être ». Lorsque le roman Jane Eyre est publié, environ dix ans plus tard, il est supposément écrit par Jane, et intitulé « Jane Eyre: Une autobiographie, » Currer Bell (le nom de plume de Charlotte Brontë) étant mentionné comme rédacteur en chef. Plus tard, Charlotte Brontë publie encore sous ce pseudonyme masculin.

## Au Cinéma

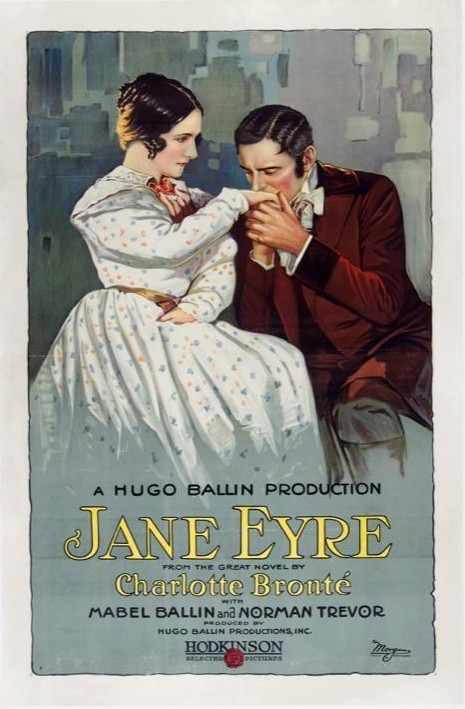
Affiche du film Jane Eyre de 1921.

Au cinéma, le personnage de Jane Eyre a été interprété par de nombreuses actrices
- 1910 : Marie Eline dans Jane Eyre de Theodore Marston
- 1913 : Ethel Grandin
- 1914 : Lisbeth Blackstone dans Jane Eyre de Martin Faust
- 1915 : Louise Val
- 1921 : Mabel Ballin dans Jane Eyre de Hugo Ballin
- 1934 : Virginia Bruce dans Jane Eyre de Christy Cabanne)
- 1943 : Frances Dee dans Vaudou de Jacques Tourneur
- 1943 : Joan Fontaine dans Jane Eyre de Robert Stevenson
- 1970 : Suzannah York dans Jane Eyre, téléfilm de Delbert Mann
- 1996 : Charlotte Gainsbourg dans Jane Eyre de Franco Zeffirelli
- 2011 : Mia Wasikowska dans Jane Eyre de Cary Joji Fukunaga